# 高層天気図

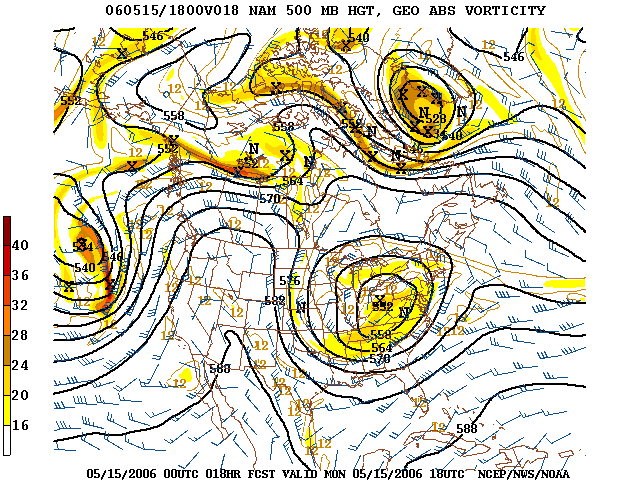
500hPa高層天気図

高層天気図（こうそうてんきず）とは、上空の気象状態を観測結果から描いた天気図のことである。

## 概要
気球に観測機材を積んだラジオゾンデ（主にレーウィンゾンデやGPSゾンデ）と呼ばれる無線機付き測器を上空に飛ばし、上空の気象状態を観測した結果を使用して描く。この際に上空の風に流される様子を捉えることでその地点の風向、風力を観測する。高層天気図に対し、地表（海面）付近の気象状況を表したものを地上天気図という。
高層天気図と地上天気図の大きな違いは、地上天気図ではその地点の気圧を表記し同じ気圧の地点を結んだ等圧線を記述するが、高層天気図では同じ気圧の高度を記述し、同じ高度を持つ地点を結んだ等高度線を記述していることである。
一般的には850hPa、700hPa、500hPa、300hPaなど決まった気圧の天気図を作成する。図には等高度線とともに、ラジオゾンデなどの観測値（風向・風速・気温）を地上天気図と同様に地点ごとに記述する。また、必要に応じて等温線、渦度（正負の分布を斜線などで示す）分布、湿潤域（湿数3度以下の地域を黒点などで示す）分布、鉛直流（気流の上下と速度を数字で示す）分布などを併記する。また、複数の気圧（例えば700hPaと850hPa）を組み合わせた天気図もある。
複数の高層天気図と地上天気図を組み合わせて総合的に気象を分析すると、低気圧・高気圧や前線の立体的な構造（気圧分布や「背の高さ」、温度差、風ベクトル（風速・風向））や大気の不安定度を把握することができる上、地上天気図ではほとんど分からない上空の気圧の谷などの動きを知ることができる。また、ジェット気流の分布と強さ、ブロッキングの有無、雪や大雪の目安なども分かる。
気象現象はさまざまな気温・湿度を持つ空気が三次元的に複雑に入り組んで運動する中で起こる現象であるから、その機構を理解するためには、地上天気図だけではなく、高層天気図も活用して三次元的な大気の構造を描き出す事が必要不可欠である。天気予報はその理解の延長線上にあるものであるから、当然高層天気図は予報にも欠かせないものである。
等圧面で解析する理由は、ラジオゾンデは気圧を直接測定しており、地上の気圧と温度がわかれば測高公式から高度を算出するのでデータを得やすいこと、さらには等高度の解析では測定が難しい密度を扱わなければならないが、等圧面で解析することで密度項を扱わなくてもよいので解析が簡単になることなどが挙げられる。

## 代表的な高層天気図の等圧面
850hPa
対流圏下層を代表する層で、地上の摩擦力などの影響がなくなる高さにあたる。主に前線の解析や、相当温位から暖気移流、寒気移流などを解析する。この高さの気温が-6℃以下の場合冬に雪が降る目安といわれる。海抜高度では約1,300 - 1,600m付近（気温、湿度、地上気圧、重力加速度等によって変動する。以下同じ）に相当する。
700hPa
この層では収束、発散が少なく、上昇流（p速度）を解析できる。上昇流が強ければ対流が強いということで、対流雲の発生と悪天候が予想される。また、気温から露点温度を引いた湿数が3℃以下の地域（湿潤域）は雲が発生している可能性が高く、雲の位置がおおよそ解析できる。海抜高度では約2,700 - 3,100m付近に相当する。
500hPa
中層を代表する層で、高層気象図の代表格。主に中層の移流や気圧の谷、峰を解析し、また寒冷渦（寒冷低気圧、切り離し低気圧、カットオフ・ロー）などの存在を解析する。冬場の雪について考える場合は-36℃以下の寒気が入ると大雪になる可能性があるので、天気予報でよく耳にする「寒気が上空に入って大雪」という場合はほとんどがこの-36℃の等温線が日本にかかったときなどの表現となる。また、夏場の大気不安定による雷も、上空に相対的な寒気が入った場合に起こりやすくなる。この場合も天気予報ではよく「寒気が上空に入って大気が不安定」と説明される。海抜高度では約4,900 - 5,700m付近に相当する。
300hPa
上層を代表する層で、ジェット気流を解析する。海抜高度では約8,500 - 10,000m付近に相当する。
250hPa, 200hPa, 100hPa
上層の気象を解析する。特に200hPa天気図には対流圏界面高度やジェット気流軸が表示され、圏界面付近の気象解析やジェットの流れの解析に都合がよい。海抜高度では11,000 - 16,000m付近に相当し、数ヶ月単位での長期予報に利用される。航空機の運航には200hPaや250hPaも利用されるが、100hPaが利用されることはほとんどない。
50hPa, 30hPa, 10hPa
長期予報や季節予報に利用されるが、観測網が粗くデータが少ないため精度に欠ける。海抜高度ではそれぞれ、約20,000m、約24,000m、約30,000m付近に相当する。
5hPa
1999年7月から、GCOSの要求に基づき高層気象台で毎日21時に高高度レーウィンゾンデによる観測が行われた。
2015年3月に観測を終了した。